# Fora do Eixo

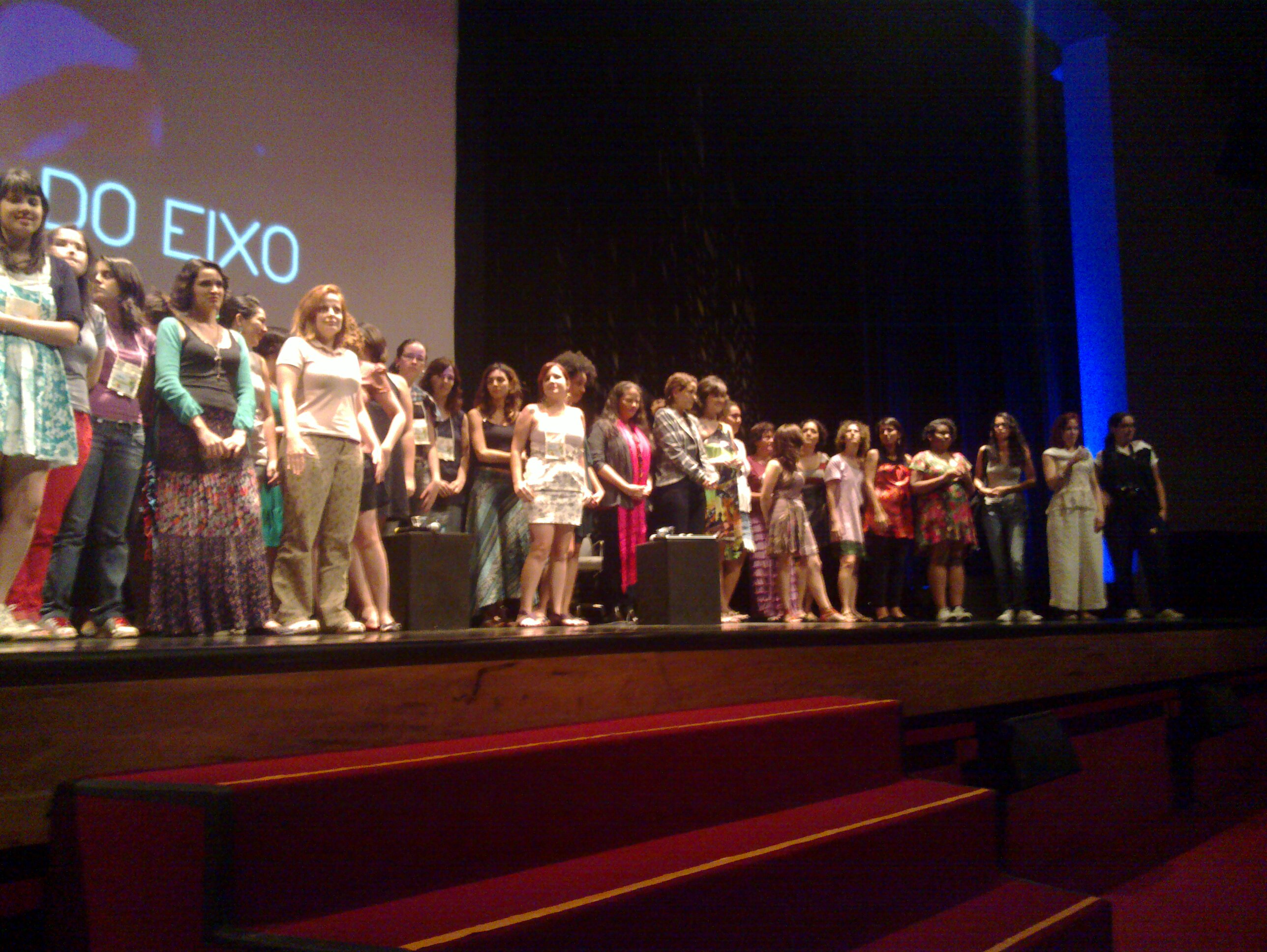
Abertura do IV Congresso Fora do Eixo em 2011.

O Circuito Fora do Eixo é uma rede de coletivos culturais surgida no final de 2005 que se destaca pelo seu contínuo crescimento, e que, em 2012, totalizava mais de 200 espaços culturais no Brasil, 2000 agentes culturais, 2800 parceiros e 20000 pessoas indiretamente, estando presente em 27 estados e mais 15 países da América Latina. Iniciada por produtores e artistas de estados brasileiros fora do eixo Rio-São Paulo, inicialmente focava no intercâmbio solidário de atrações musicais e conhecimento sobre produção de eventos, mas cresceu para abranger outras formas de expressão como o audiovisual, o teatro e as artes visuais, ainda que a música siga tendo uma maior participação na rede.
Tem sido criticado por, ao mesmo tempo em que busca autonomia para seus processos, utilizar editais públicos e privados para suas realizações.

## História
O Circuito Fora do Eixo teve origem no compartilhamento de experiências entre coletivos de Cuiabá (MT), Rio Branco (AC), Uberlândia (MG) e Londrina (PR).
Em Cuiabá, quatro produtores culturais que frequentavam festivais de música independente e participavam ativamente de coletivos, Pablo Capilé, Talles Lopes, Daniel Zen e Marcelo Domingues, criaram o Espaço Cubo em 2002, um dos precursores do Fora do Eixo. Seu planejamento era coletivo e suas atividades, colaborativas. No fim deste ano, os participantes já tinham à sua disposição um estúdio de gravação, um núcleo de comunicação e divulgação de eventos, um ambiente para os shows e um selo de distribuição de discos. O uso de mídias eletrônicas, permitindo a produção e difusão de trabalhos em rede, foi o que tornou isso possível, juntamente com a criação do cubo card. Essa moeda complementar permitiu o regresso ao escambo, e, circulando, tornava as parcerias com empresas de diversos segmentos em uma cadeia produtiva funcional.
Passados mais de dez anos desde esse ocorrido, os gestores do Fora do Eixo fazem bem mais do quê apenas a manutenção das engrenagens: o Circuito, apropriando-se das novas tecnologias e reunindo diferentes coletivos culturais no país, expandiu suas atividades para além das artes cênicas, design, audiovisual e similares: criou a "rede das redes virtuais", fazendo com que surgisse uma reorganização social com a fundação das Casas Fora do Eixo a partir de 2011.

## Festivais
Alguns festivais organizados pelos coletivos do circuito são o Festival Calango, o Grito Rock, organizado simultaneamente em mais de cem cidades da América Latina, e o Festival Fora do Eixo.

## Casa Fora do Eixo

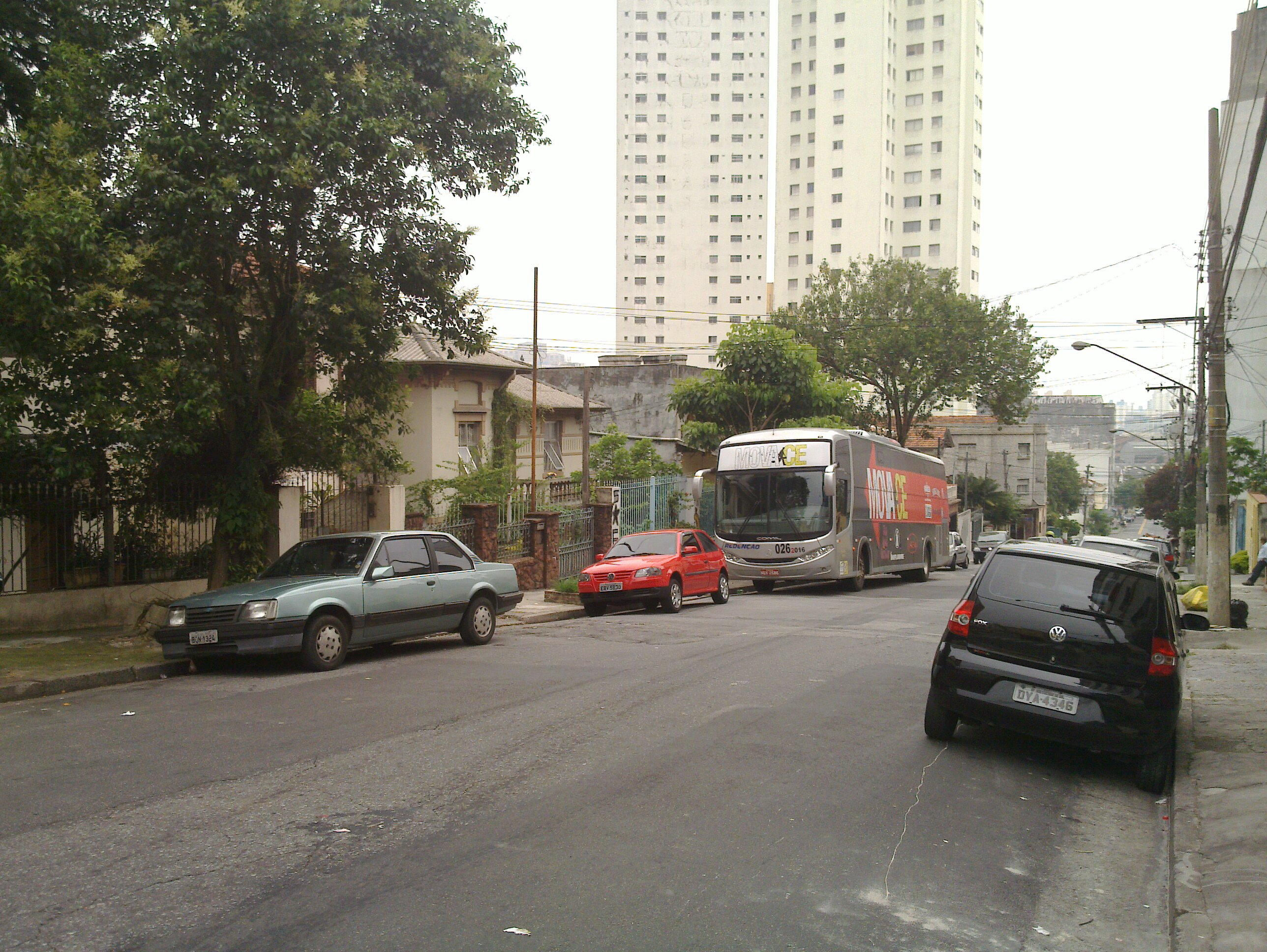
Casa em São Paulo no bairro da Liberdade, com ônibus trazendo músicos do Ceará

Com o crescimento da rede, surgiu a iniciativa de constituir espaços coletivos permanentes em alguns pontos estratégicos, chamados Casas Fora do Eixo. A primeira destas surgiu em São Paulo, marcando a investida do circuito em direção ao eixo.
Cada Casa Fora do Eixo contém um grupo de moradores que ali também trabalham nos projetos do Circuito, criando comunidades que vivenciam modos alternativos de organização social. Os agentes dessa rede vêm ressignificando a realidade social atual através da produção de cultura, criando debates abertos a todos em favor de novas políticas públicas e, entre outras coisas, requisitando acesso à educação e democratização da mídia.

### Imagens

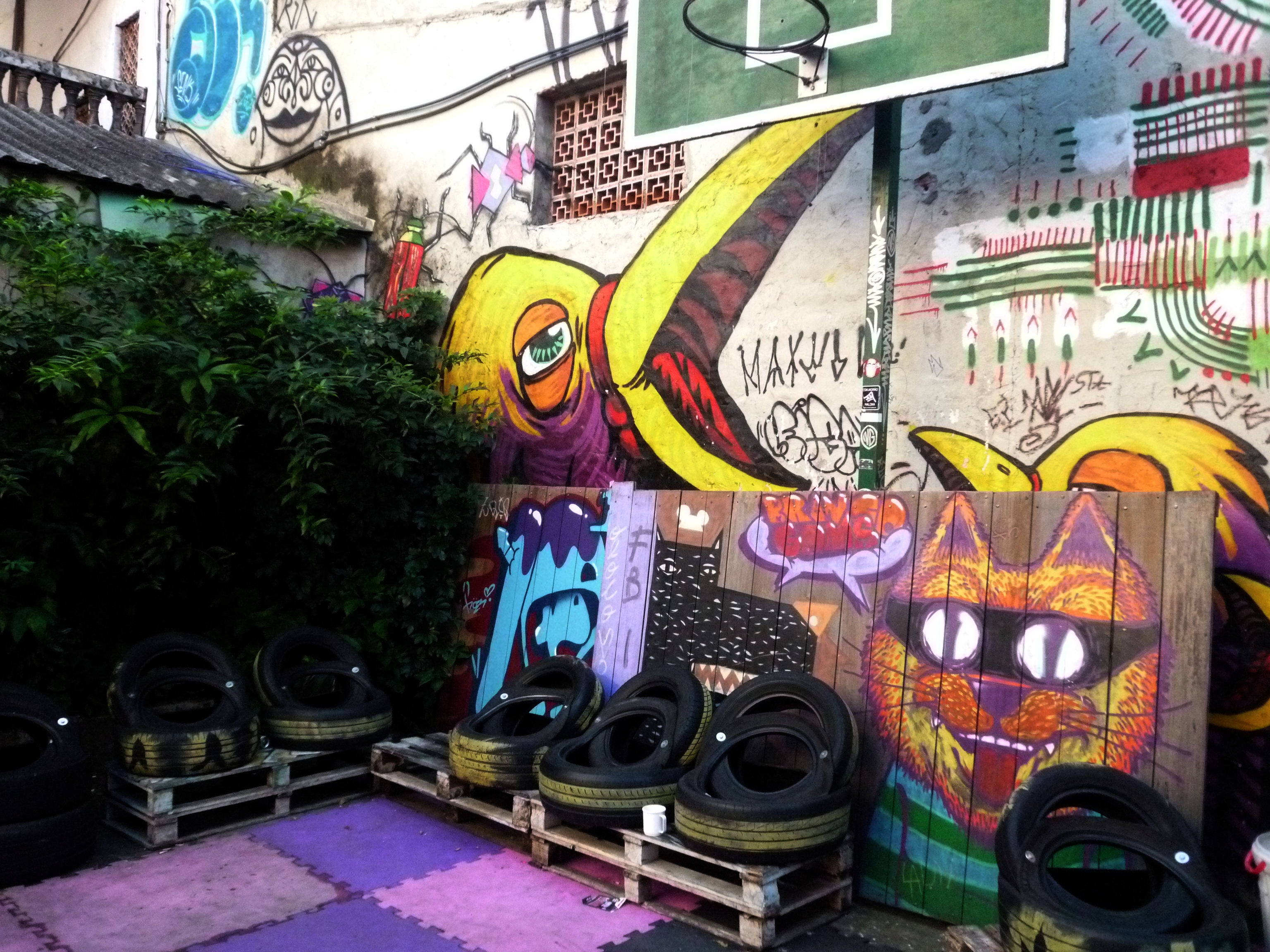
Pátio da casa em São Paulo
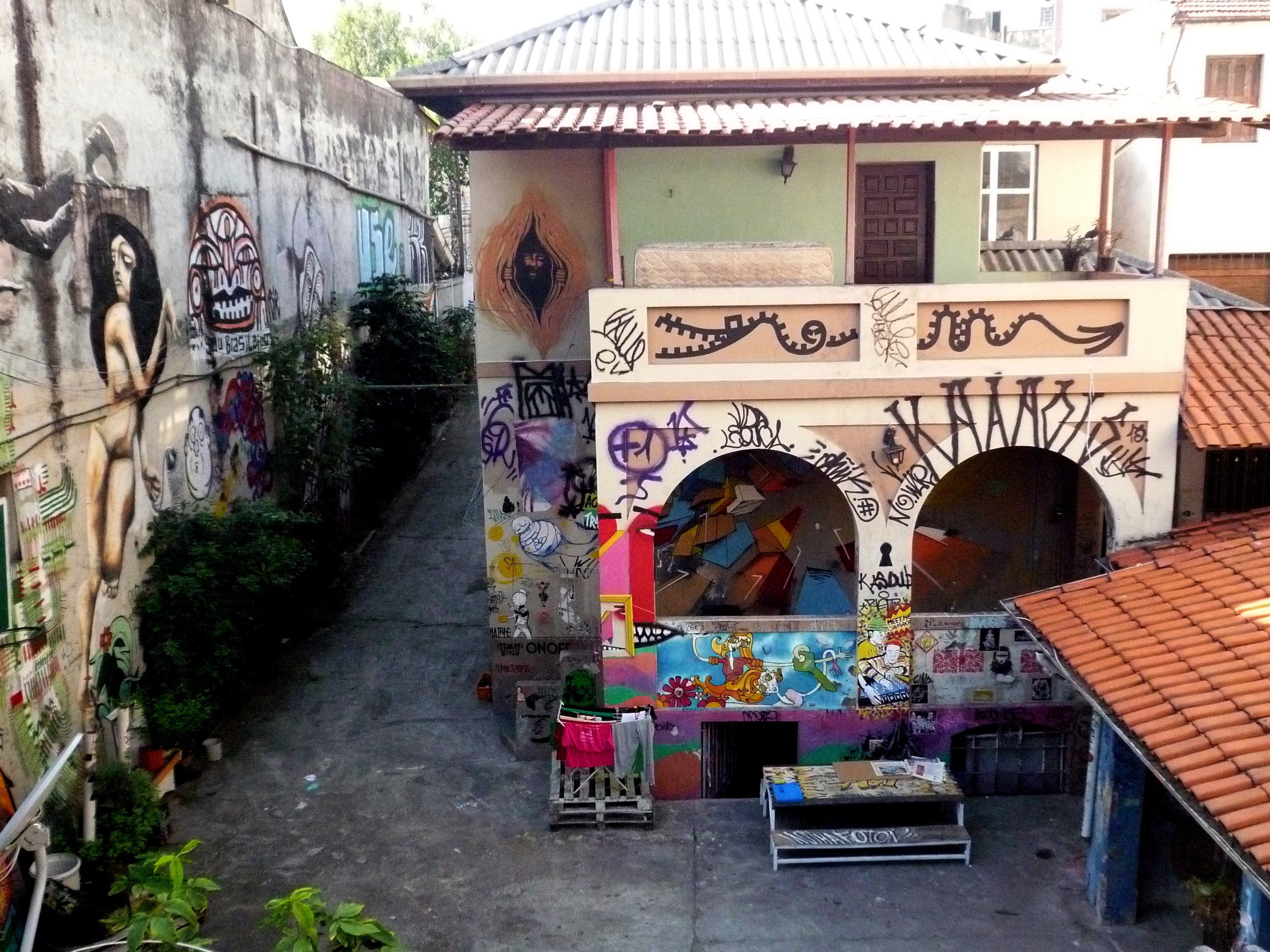
Pátio visto da edícula da casa em São Paulo
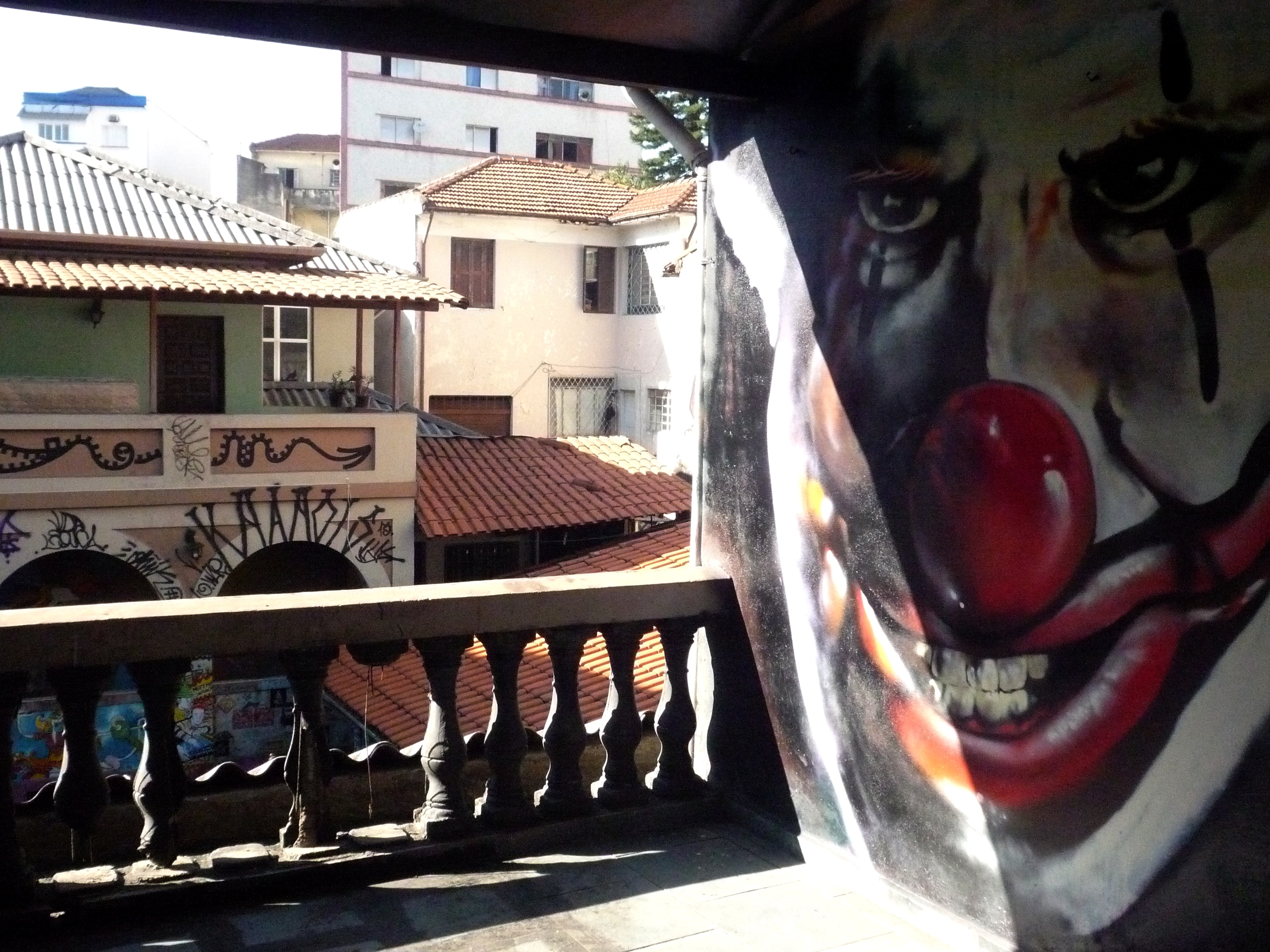
Graffiti no terraço da casa em São Paulo
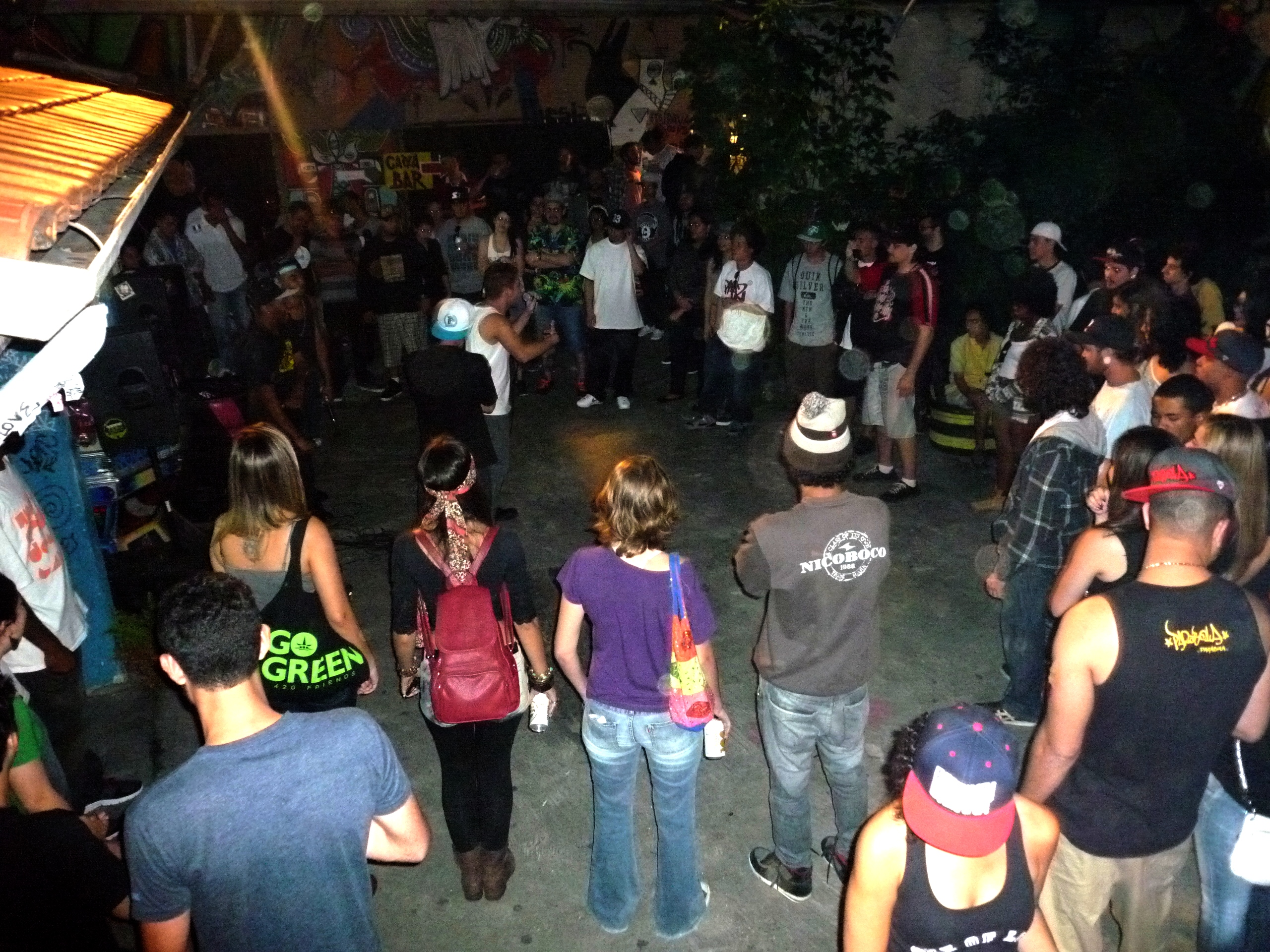
Atividade cultural na casa em São Paulo

## Organização
As Casas Fora do Eixo se organizam em torno de quatro núcleos principais: Universidade Fora do Eixo (sistema de ensino informal), Banco Fora do Eixo (sistema econômico autônomo), Partido Fora do Eixo e Mídia (sistema de comunicação exclusivo). Estas são as frentes mediadoras. As frentes de organização, por outro lado, são:
- Distro: distribuição, pontos de venda e trocas de produtos de parceiros;[1]
- agência: canais de trocas de experiência entre grupos;[1]
- tecnoarte: elaboração de tecnologias livres para criação de cultura;[1]
- sede social: espaço para a produção;[1]
- eventos: festivais abertos.[1]

De acordo com o Circuito, os quatro núcleos principais objetivam disputar o modelo de sociedade em que as pessoas vivem, apresentando propostas concretas de reorganização das estruturas sociais, políticas e econômicas.

### Universidade Livre
O compartilhamento e democratização das informações entre os coletivos gerou um acervo de metodologias de desenvolvimento de ações culturais, suscitando a criação então da UniFdE. Essa organização, favorável ao livre saber do aprendizado informal propiciado pela cibercultura, conta com patrocínio da Petrobrás por meio do Lei de Incentivo à Cultura do Governo Federal.
A UniFdE tem, como uma de suas ações, a abertura de espaços a parceiros e produtores que queiram fazer parte do corpo docente, ou ter uma vivência em um dos campi, que podem ser temporários ou permanentes. Há 150 campi permanentes, sendo eles as casas regionais e sub-regionais, além dos coletivos parceiros. Os mais de 300 temporários, por sua vez, são os eventos da rede.

### Partido
O Partido trata-se de um laboratório de formulações de políticas de redes. Foi inspirado no Partido da Cultura (PCult), que preocupava-se com as políticas públicas para cultura. O Partido Fora do Eixo foca-se em formalizar e consolidar as políticas de gestão do FdE e fortalecer o movimento junto à opinião pública.

### Banco
O Banco Fora do Eixo, através do Fora do Eixo Card, atua articulando a captação de recursos para os projetos das Casas e na gerência dos movimentos financeiros do Circuito.
Segundo o FdE, o Circuito movimentou, de 2011 para 2013, 30 moedas complementares, e, de 2006 a 2012, mais de 88 milhões em recursos, sendo 15% (13 milhões) em Reais e 85% (75 milhões) em moedas próprias.

## Congressos
Anualmente, os coletivos da rede reúnem-se para discutir seus projetos, reforçar os laços e pensar os rumos do circuito, num encontro chamado Congresso Fora do Eixo. O quarto encontro realizou-se em dezembro de 2011 e reuniu mais de mil artistas de coletivos de todos os estados brasileiros mais dez países da América Latina, ocupando o Auditório Ibirapuera e o Paço das Artes. De acordo com o site do congresso, sua realização em 2011, além do investimento dos coletivos participantes da rede, contou com o apoio e parceria de diversas instituições, tanto privadas quanto estatais.
1. 2008: Cuiabá, mais de 500 pessoas;[1]
2. 2009: Rio Branco, mais de 800 pessoas;[1]
3. 2010: Uberlândia, cerca de 2000 pessoas;[1]
4. 2011: São Paulo, 3000 pessoas.[1]

## Polêmica
A revista Carta Capital publicou uma reportagem baseada nas denúncias de ex-integrantes. Entre as denúncias destacam-se exploração do trabalho alheio, apropriação do trabalho individual, desprezo pela autoria individual, utilização indevida dos bens dos integrantes sem o devido ressarcimento, exploração sexual através de um sistema por eles definidos como Catar e Cooptar. Pesquisadores acadêmicos analisaram as dinâmicas de cooptação interna, assim como as contradições no relacionamento com o cenário alternativo e com o mercado musical.